# Chalon (Isère)
Chalon heette Châlons tot de naamswijziging bij decreet van 1 augustus 2012.
Het is een gemeente in het Franse departement Isère (regio Auvergne-Rhône-Alpes) en telt 157 inwoners (2005). De plaats maakt deel uit van het arrondissement Vienne.

## Geografie
De oppervlakte van Chalon bedraagt 5,3 km², de bevolkingsdichtheid is 29,6 inwoners per km².
De onderstaande kaart toont de ligging van Chalon (Isère) met de belangrijkste infrastructuur en aangrenzende gemeenten.

## Demografie
Onderstaande figuur toont het verloop van het inwonertal (bron: INSEE-tellingen).